# تشبقلو (بناجوي الغربي)
تشبقلو (بالفارسية: چپقلو) هي منطقة سكنية تقع في إيران في قسم بناجوي الغربي الريفي. يقدر عدد سكانها بـ 3,189 نسمة .